# King Kong Lives
King Kong Lives (bra: King Kong 2 ou A Volta de King Kong; prt: King Kong Vive)  é um filme estadunidense de 1986, dirigido por John Guillermin, com roteiro de Steven Pressfield e Ronald Shusett baseado nos personagens criados por Merian C. Cooper e Edgar Wallace.
Trata-se de uma continuação de King Kong (1976), por sua vez uma refilmagem de King Kong (1933)

## Sinopse
King Kong" retorna com De Laurentis Entertainment Group (DEG) que começa a filmar a seqüência da versão de 1976, com o mesmo diretor e protagonizada agora pela atriz Linda Hamilton. A história do filme continua do ponto que foi finalizada o filme de 1976, na qual mostra que "Kong" não morreu como se imaginava. Ele conseguiu sobreviver do alto do edifício World Trade Center e para sua recuperação são necessárias várias cirurgias. King Kong retorna depois de 10 anos. Tudo graças a uma transfusão de sangue onde "Kong" e levado a um laboratório, onde cientistas implantam um coração mecânico lhe dando vida novamente e a uma descoberta de uma fêmea de sua espécie. 

## Elenco
- Peter Elliott...King Kong (como Peter Elliot)
- George Antoni...Lady Kong (como George Yiasomi)
- Brian Kerwin...Hank Mitchell
- Linda Hamilton...Amy Franklin
- John Ashton...Lt. Col. R.T. Nevitt
- Peter Michael Goetz...Dr. Andrew Ingersoll